# Dronningen af Saba
Dronningen af Saba nævnes i Det Gamle Testamente i Bibelen. Riget Saba var meget berømt for handel med kostbare varer.
Dronningen besøgte – ifølge Første Kongebog – kong Salomon, som var søn af kong David og havde efterfulgt ham som konge i Jerusalem. Salomons store rigdom og visdom gjorde stærkt indtryk på dronningen.
- Wikimedia Commons har flere filer relateret til Dronningen af Saba